# Trichoserixia rondoni
Trichoserixia rondoni är en skalbaggsart som beskrevs av Stefan von Breuning 1965. Trichoserixia rondoni ingår i släktet Trichoserixia och familjen långhorningar.
Artens utbredningsområde är Laos. Inga underarter finns listade i Catalogue of Life.